# Morral
Morral ist ein Village im Marion County, Ohio, Vereinigte Staaten. Die Bevölkerung betrug 373 Einwohner nach der Zählung im Jahr 2020.

## Geschichte
Die ersten Siedler reisten 1818 in dieses Gebiet. Unter ihnen war der junge Samuel Morral, der mit seinen Eltern aus Virginia nach Ohio übersiedelt war. Samuel Morral war ein erfolgreicher Bauer und brachte es zu großem Ansehen in der Region. Das Dorf Morral, das er 1874 selbst gründete, lag auf seinem Land. Zu seiner Ehre nannte man es nach ihm.

## Bildung
In Morral befindet sich als öffentliche Schule die Ridgedale Jr/Sr High School mit 512 Schülern im Jahr 2008.